# La Santissima Annunziata

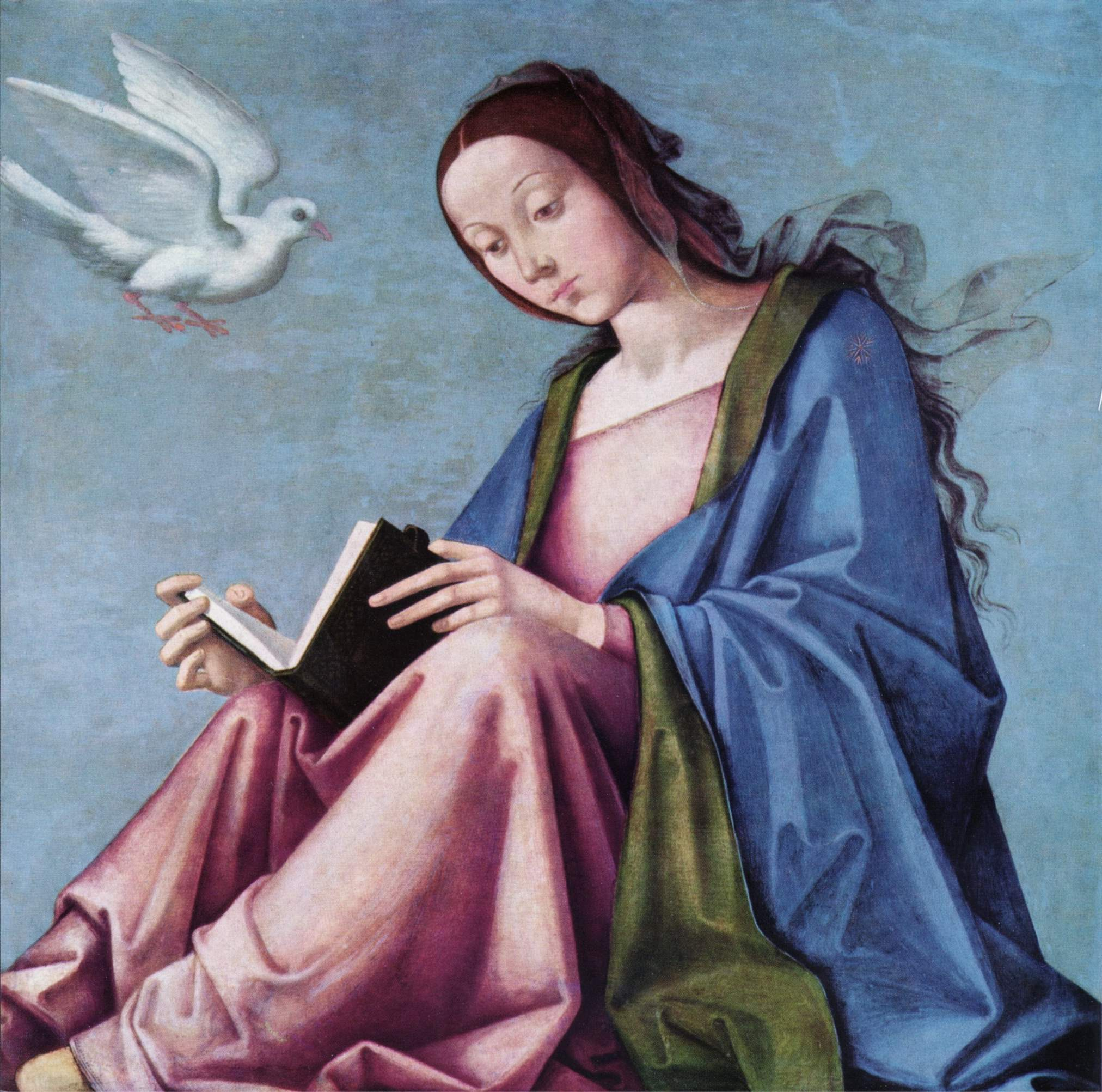
L'annonciation de Lorenzo Costa (premier tiers du XVIe siècle).

La Santissima Annunziata est un oratorio d'Alessandro Scarlatti, écrit pour solistes (SSSAT) cordes et basse continue, créé à Rome au Palazzo della Cancelleria en 1700 ou 1703, sur un livret italien de Pietro Ottoboni.
Présenté pour la première fois le 3 avril 1700 au Palazzo della Cancelleria de Rome (résidence du cardinal) et repris postérieurement, au moins dans autres deux occasions : le 1er avril 1703 et le 25 mars 1708 (palazzo Ruspoli). Le fait qu'une annonce de la représentation de 1700 attribue la responsabilité de la musique à Giovanni Lorenzo Lulier, musicien attaché à Ottoboni, a fait douter sur le véritable auteur de celle-ci. Pourtant une copie manuscrite de la partition, conservée dans la Bibliothèque royale de Bruxelles, porte le titre de « Oratorio della Annunziata Ss.ma a 5 con Strom.ti del S. Alessandro Scarlatti ». De toute façon, le fait que Giovanni Lorenzo Lulier soit l'auteur de la musique de cette première représentation de 1700 ne s'est pas vérifié avec des preuves certaines.
La partition présente les caractéristiques propres à d'autres oratorios d'Alessandro Scarlatti rédigés à cette époque. Écrit pour cinq voix solistes avec l'unique accompagnement des cordes, il comprend 2 sinfonias instrumentales, 8 arias pour Maria Vergine, 5 arias pour Angelo, 3 arias : respectivement une pour Pensiero di Verginità, Pensiero d'Humilità et Pensiero di Sospetto, 1 terceto, 1 dueto et 3 récitatifs accompagnés. Toutes les arias sont écrites pour le tutti de cordes, hormis 5, accompagnées seulement de la basse continue avec la conclusion d'une ritournelle des cordes.

## La Santissima Annunziata
Oratorio per soli e orchestra (Rome 1703)
| Maria Vergine         | soprano |
| Angelo                | soprano |
| Pensiero di Verginità | soprano |
| Pensiero di Humiltà   | alto    |
| Pensiero di Sospetto  | ténor   |

### Première partie
- Sinfonia
- Aria (Maria Vergine) - "Sommo Dio, ch’à l’huomo infido"
- Recitativo (Maria Vergine) - "Conozco, ò Nume Eterno"
- Sinfonía dell'arrivo dell'Angelo
- Recitativo (Angelo) - "Maria, ti salvi il Cielo"
- Aria (Angelo) - "Verginella fortunata"
- Recitativo (Maria Vergine) - "Che Veggio ohime"
- Aria (Maria Vergine) - "Combattuti miei pensieri"
- Recitativo (Angelo / Pensier di Sospetto) - "Non temer o Maria"
- Aria (Pensier di Sospetto) - "Nulla chiede, e nulla brama"
- Recitativo (Pensier di Sospetto) - "Ma s’a me tù non credi"
- Aria (Pensier di Virginità) - "Mia diletta chiudi il seno"
- Recitativo (Pensier di Virginità / Pensier di Humilità) - "Come in segrete foglie"
- Aria (Pensier di Humilità) - "Quel desio, che spiegò il volo"
- Recitativo (Pensier di Humilità) - "Lo sventurato, e memorando esempio"
- Terzetto (Viriginità / Humiltà / Maria Vergine) - "Nò nò, che non può"
- Aria (Maria Vergine) - "Vi chiesi consiglio"
- Accompagnato (Maria Vergine) - "O gran Dio de Portenti"
- Recitativo (Angelo) - "Se al divin voler di Maria"
- Aria (Angelo) - "Di formare altro se stesso"
- Accompagnato (Maria Vergine) - "Solo di questo core"
- Aria (Maria Vergine) - "Amo tanto il bel candore"
- Recitativo (Angelo) - "Vergine Santa al Ciel diletta"
- Duetto (Angelo / Maria Vergine) - "Tutto può chi te destina"

### Seconde partie
- Aria (Maria Vergine) - "Ho nel petto"
- Recitativo (Maria Vergine) - "Con pace vostra, ò miei pensieri"
- Accompagnato (Maria Vergine) - "Mondo, felice mondo"
- Aria (Maria Vergine) - "Come Cedro in cima al colle"
- Recitativo (Angelo) - "Sposa a Dio, figlia a Dio"
- Aria (Angelo) - "Si cara al divin ciglio"
- Recitativo (Pensier di Sospetto) - "Maria nell’Alma tua non hà fede"
- Aria (Pensier di Sospetto) - "Io ti lascio, e mi contento"
- Recitativo (Pensier di Virginità) - "Il Pianeta maggior"
- Aria (Pensier di Virginità) - "Della colpa l’horribile fronte"
- Recitativo (Pensier di Humilità) - "Vergine bella, che di Sol vestita"
- Aria (Pensier di Humilità) - "Si vedrà men fulminante"
- Recitativo (Angelo) - "Maria lieta à bastanza"
- Aria (Angelo) - "Quell amor che il sen l’impiaga"
- Recitativo (Angelo) - "Giunta l’hora promessa"
- Aria (Pensier di Humilità) - "Bel trofeo dell’humiltà"
- Recitativo (Angelo) - "D’antica, e nuova legge"
- Aria (Pensier di Virginità) - "Virginità feconda"
- Recitativo (Angelo) - "Ma pur l’immenso Amore"
- Aria (Pensiero di Sospetto) - "L’innocenza esposta al danno"
- Recitativo (Maria Vergine) - "Ah’ nò pensieri nò"
- Aria (Angelo) - "Alma forte, che il pensiero"
- Recitativo (Angelo) - "Cinto d’aspre catene"
- Aria (Maria Vergine) - "Stesa à piè del Tronco amaro"
- Accompagnato (Maria Vergine) - "Mortali, à voi consegno"
- Aria (Maria Vergine) - "Nella Patria de’ contenti"

## Livrets
- Livret, [lire en ligne] (Bayerische Staatsbibliothek) sur digitale-sammlungen.de
- Scarlatti / Ottoboni, Oratorio per la Santissima Annunziata, Rome, 1708, [lire en ligne]

## Enregistrements
La Santissima Annunziata. Europa Galante, dir. Fabio Biondi (concert 2007, Misteria Paschalia Collection, MPC 002)

## Sources
- La Santissima Annunziata. Fabio Biondi. Notes de programme du concert, 2004.
- La Santissima Annunziata. Fabio Biondi. Livret du disque, Misteria Paschalia 2007.
- Radio RAI italienne (livret)